# کایلرهی
کایلرهی (به انگلیسی: Kylerhea) یک روستا در بریتانیا است که در هایلند واقع شده‌است.